# Labidiophasma rouxi
Labidiophasma rouxi är en insektsart som beskrevs av Carl 1915. Labidiophasma rouxi ingår i släktet Labidiophasma och familjen Phasmatidae. Inga underarter finns listade i Catalogue of Life.